# Abdelaziz Bouteflika
Abdelaziz Bouteflika (عبد العزيز بوتفليقة), född 2 mars 1937 i Oujda i Marocko, död 17 september 2021 i Zéralda utanför Alger i Algeriet, var en algerisk politiker och officer som var landets president 1999–2019.
Bouteflika var veteran från det algeriska frihetskriget, och var utrikesminister under Ahmed Ben Bella och Houari Boumédiènne 1963–1979. Efter anklagelser om korruption gick han i exil 1981–1987. På 1990-talet återvände han till politiken och valdes 1999 till Algeriets president i ett kritiserat val där alla övriga kandidater drog sig ur. Han återvaldes med stor majoritet 2004 och 2009.
Han anklagades av sina motståndare för autokrati och auktoritärt styre; bland annat ändrade han konstitutionen för att kunna ställa upp till omval för en tredje mandatperiod som president 2009. Han ägde ändå stor popularitet i landet, och hans förespråkare menade att han var den ende som kunde leda landet bort från 1990-talets oroligheter. 2011 års oro i arabvärlden spred sig dock även till Algeriet, och massiva protester ägde rum i landet.

## Biografi

### Uppväxten och självständighetskriget
Abdelaziz Bouteflika föddes i Oujda i östra Marocko, i en arabisk algerisk familj ursprungligen från Tlemcen i nordvästra Algeriet. Han gick med i självständighetsrörelsen 1957, tre år in i det algeriska självständighetskriget mot Frankrike (1954–1962). Han tjänstgjorde först i sin släkts hemområde i västra Algeriet, innan han kom till den ”maliska fronten” i söder, där han blev känd under sitt nom de guerre, ”Si Abdelkader el-Mali”. Han blev officer i Armée de Libération Nationale (ALN) 1960. 1961 reste han till Frankrike på hemligt uppdrag; han skulle ta kontakt med fängslade ledare för självständighetsrörelsen.

### Minister under Ben Bella och Boumédiènne

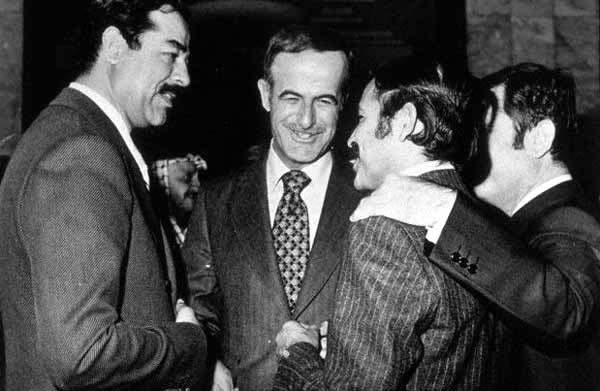
Från vänster: Iraks president Saddam Hussein, Syriens president Hafez al-Assad, utrikesminister Bouteflika och Syriens vicepresident Abd al-Halim Khaddam. Bild från 1979.

Efter krigsslutet 1962 blev Bouteflika vid bara 26 års ålder ungdoms-, sport- och turismminister i det självständiga Algeriet under president Ahmed Ben Bella. Följande år blev han utrikesminister, och nådde utomlands viss berömmelse som en av världens yngsta utrikesministrar, med en framträdande roll i tredje världens politik. När arméns ledare Houari Boumédiènne tog makten i en oblodig statskupp 1965 spelade Bouteflika en viktig roll, och han kom därefter att framträda som en av de viktigaste politiska ledarna i Algeriet. Boumédiènne var relativt tillbakadragen, medan den välklädde och utåtriktade utrikesministern Bouteflika blev känd som ”dandy-diplomaten”. På Boumédiènnes uppdrag gav Bouteflika för Algeriets räkning starkt finansiellt och militärt stöd till radikala revolutionära afrikanska och arabiska befrielserörelser, i exempelvis Angola, Moçambique, Palestina, Sydafrika, Västsahara och Namibia.

### I exil
Efter Boumédiènnes oväntade död 1978 sågs Bouteflika som en av två självklara efterträdare. Han företrädde en ”högerlinje” med krav på liberaliserad ekonomi och förbättrade relationer till väststaterna, gentemot en vänsterfalang som krävde en mer radikalt nationalistisk och prosovjetisk linje samt fortsatt socialistisk planering inom ekonomin. Efter en kort tids maktkamp inom regimen utsåg emellertid armén en kompromisskandidat, överste Chadli Bendjedid, till ny president. Bendjedid manövrerade därefter ut sina motståndare inom regimen, och Bouteflika tvingades lämna posten som utrikesminister 1979. Han åtalades för korruptionsbrott, och gick i exil åren 1981–1987, bland annat i Schweiz och gulfstaterna. Åtalet mot honom lades senare ner.
När han återvände från exilen 1987 hade stödet för det härskande partiet Front de libération nationale (FLN) minskat. Efter att ett upplopp i Alger 1988 våldsamt slogs ner skrev han tillsammans med 17 andra framstående algerier på ett upprop för demokrati och politiska reformer. Till följd av detta upphävdes ett tidigare förbud mot politiska partier, men lättnaden blev bara tillfällig. Det islamistiska partiet Front islamique du salut (FIS) gick framåt med stormsteg, och såg ut att vinna valet, men militären grep in, vilket ledde till uppror. 1994 erbjöds Bouteflika att bli interimspresident, men då han inte skulle få makt att utnämna militära ledare tackade han nej, och posten gick till Liamine Zeroual.

### Som president
Vid presidentvalet 1999 klev Bouteflika åter ut i rampljuset. Han blev Algeriets president den 27 april 1999, efter ett kritiserat val där samtliga andra kandidater i protest mot att militären ansågs stödja Bouteflika drog sig ur strax innan röstningsförfarandet inleddes.
Han valdes med 85 procent av rösterna till en andra mandatperiod den 8 april 2004, i ett val där han ställdes mot motkandidaten Ali Benflis. Valet kritiserades av motståndarsidan, men gavs denna gång relativt god kritik av utländska observatörer, även om det inte var fläckfritt.
Den 6 september 2007 utsattes Bouteflika för ett mordförsök i staden Batna. En självmordsbombare sprängde sig själv i luften och dödade 19 personer, men presidenten undkom oskadd.
2008 genomdrev Bouteflikas anhängare i parlamentet en grundlagsförändring som gav honom rätt att ställa upp för en tredje femårig mandatperiod i valen 2009. Detta väckte kritik från oppositionella grupper, och frågetecken restes även för Bouteflikas av allt att döma vacklande hälsa. 2005 hade han flugits till Frankrike för att akut behandla ett blödande magsår, och efter det spekulerades det ofta om hans hälsa. Bouteflika vann dock detta val med 90 % av rösterna. De större oppositionspartierna bojkottade valet, vilket gjorde att han endast mötte fem kandidater utan någon större politisk erfarenhet.
Bouteflika anklagades av sina motståndare för autokrati och auktoritärt styre, men ägde ändå stor popularitet i landet, och hans förespråkare menade att han var den ende som kunde leda landet bort från 1990-talets oroligheter.

#### Inrikespolitik
Under Bouteflikas presidentperiod dämpades och i princip avslutades Algeriets inbördeskrig. De våldsamheter mellan statsmakten och islamistiska rebeller som utbröt 1992 var vid 1990-talets slut stabiliserade på en låg nivå, även om attentat fortsatte att drabba landet. Bouteflika genomförde stora satsningar på amnesti för såväl islamister som militärer vilka anklagades för krigsbrott. Trots att han tydligt klandrade islamisterna för 1990-talets inbördeskrig integrerades ett antal av de större islamistiska grupperna i partipolitiken, och ett moderat islamistiskt parti ingick i Bouteflikas regeringsunderlag. Själv var han ansluten till partiet FLN, Algeriets tidigare befrielserörelse, som hedersordförande.
Inrikes drev han en politik för långsam liberalisering av ekonomin, som emellertid fortsatte att vara starkt statsdominerad, och ansågs lida svårt av korruption, byråkrati och ineffektivitet. De stigande oljepriserna gav Bouteflika möjlighet att göra stora infrastruktursatsningar i Algeriet, vilket något lindrade situationen. Olje- och gasinkomsterna användes även till att betala av hela landets utlandsskuld, som man ådrog sig inte minst under krigsåren, och till att betala ut kompensation till inbördeskrigets offer. Stora satsningar gjordes också på att rusta upp armén, genom inköp av avancerade vapen från främst Ryssland.
Människorättsgrupper och oppositionella klagade över trakasserier mot oberoende journalister och vissa politiskt oppositionella, och övergrepp fortsatte att begås från båda sidor i striderna med algeriska islamistgrupper. En viktig utveckling förutom inbördeskrigets avslutande var Bouteflikas allt starkare roll som president, och avskedandet och förflyttandet av flera inflytelserika militärofficerare, vilka fram till det tidiga 2000-talet av många ansågs besitta den verkliga makten i Algeriet. Balansen mellan civila och militära ledare var dock oklar; flera tidigare högt uppsatta militärer hade fortfarande stor makt, och den politiska maktkampen fortsatte 

#### Utrikespolitik

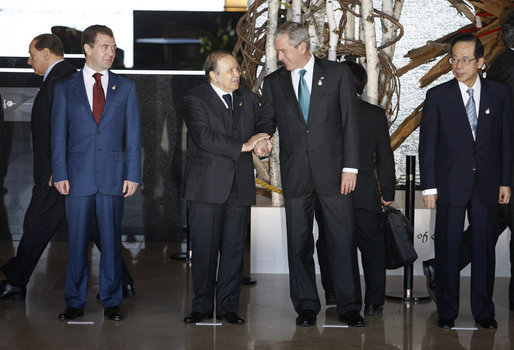
Bouteflika med USA:s president George W. Bush, juli 2008.

Utrikespolitiskt kom Bouteflikas diplomatiska bakgrund väl till pass. Han lyckades återuppliva de kontakter med Europa och USA som allvarligt skadades av statskuppen 1992 och det efterföljande inbördeskriget. Han gjorde år 2000 ett officiellt statsbesök i Frankrike, som den första algeriska president sedan självständigheten 1962, och när Frankrikes president Jacques Chirac år 2003 besökte Algeriet var det första gången en fransk president besökt Algeriet sedan kriget.
2001 besökte Bouteflika USA två gånger, och han arbetade ivrigt för att förbättra relationerna med supermakten. Efter 11 september-attackerna i USA år 2001 gav Bouteflika genast George W. Bush sitt stöd i ”kriget mot terrorismen”. År 2006 anslöt sig den största islamistiska rebellgruppen i Algeriet, GSPC, till Usama bin Ladins al-Qaida-rörelse.
Den gamla konflikten med Marocko över Västsahara fortsatte att störa ländernas relationer. Bouteflika hade där fortsatt Algeriets traditionella politik till stöd för den västsahariska självständighetsrörelsen Front Polisario. Bland annat besökte han 2002 som första algeriska president det västsahariska flyktinglägret i Tindouf i södra Algeriet, något som i Marocko uppfattades som en provokation.
I övrigt tycktes han ha inriktat algerisk diplomati främst på Afrika, med något mindre fokus på arabvärlden, och utvecklade bland annat ett mycket nära diplomatiskt samarbete med Sydafrika.